# Кошарка за мушкарце на Летњим олимпијским играма 2016.
Кошаркашки турнир за мушкарце на Летњим олимпијским играма 2016. у Рио де Жанеиру је био 19. по реду олимпијски турнир у овом спорту. Такмичење се одржало у периоду између 6. августа и 21. августа, а све утакмице су игране у Кариока арени 1. 
Учествовало је укупно 12 репрезентација подељених у две групе са по 6 екипа. По 4 најбоље из сваке групе наставиле су такмичење у четвртфиналу. Титулу је бранила селекција САД.

## Учесници
Репрезентације су се квалификовале преко ФИБА такмичења (континентална првенства, светска првенства и олимпијски квалификациони турнир).
| Турнир                             | Датум                              | Домаћин                                   | Број места | Квалификанти                  |
| ---------------------------------- | ---------------------------------- | ----------------------------------------- | ---------- | ----------------------------- |
| Домаћин игара                      |                                    |                                           | 1          | Бразил                        |
| 2014. ФИБА СП                      | 30. август - 14. септембар 2010.   | Шпанија                                   | 1          | САД                           |
| Афричко првенство у кошарци 2015.  | 19—30. августа 2015.               | Тунис                                     | 1          | Нигерија                      |
| Азијско првенство у кошарци 2015.  | 23. септембар – 3. октобар 2015.   | Кина                                      | 1          | Кина                          |
| Панамеричко првенство 2015.        | 31. август – 12. септембар 2015.   | Мексико                                   | 2          | Венецуела · Аргентина         |
| 2015 ФИБА првенство Европе         | 5. септембар – 20. септембар 2015. | Француска · Хрватска · Немачка · Летонија | 2          | Шпанија · Литванија           |
| Првенство Океаније у кошарци 2015. | 15—18. август 2016.                | Аустралија · Нови Зеланд                  | 1          | Аустралија                    |
| Олимпијске квалификације 2016.     | 4. јул – 10. јул 2016.             | Београд · Филипини · Италија Торино       | 3          | Србија · Француска · Хрватска |
| Укупно                             |                                    |                                           | 12         |                               |

### Жреб за групну фазу
Службени жреб за групну фазу кошаркашког турнира одржан је у Женеви 11. марта 2016.
| Група A   | Група Б          |
| --------- | ---------------- |
| Аргентина | Аустралија       |
| Бразил    | Француска        |
| Литванија | Кина             |
| Нигерија  | Сједињене Државе |
| Хрватска  | Србија           |
| Шпанија   | Венецуела        |

## Групна фаза
Свих 12 екипа учесница је подељено у две групе са по 6 екипа. Након пет одиграних кола по 4 најбоље пласиране селекције из обе групе је наставило такмичење у четвртфиналу, док су две последње пласиране екипе завршиле учешће на олимпијском турниру. Групни део турнира игран је у периоду између 6. августа и 14. августа.
Сатница је по локалном бразилском летњем времену (UTC-3)

### Група А
| 6. август 14:15 |                                                            | Аустралија | 87 : 66                          | Француска | Кариока арена 1, Рио де Жанеиро Гледаоци: 8,719 Судије: Кристијано Марањо (БРА), Стивен Андерсон (САД), Фердинанд Пасквал (ФИЛ) |  |
| 6. август 14:15 | Четвртине: 20:14, 16:19, 25:15, 26:18                      |            |                                  |           | Кариока арена 1, Рио де Жанеиро Гледаоци: 8,719 Судије: Кристијано Марањо (БРА), Стивен Андерсон (САД), Фердинанд Пасквал (ФИЛ) |  |
| 6. август 14:15 | Поени: Милс 21 Скокови: Бејнс 8 Асистенције: Делаведова 10 |            | Паркер 18 Гобер 6 Дијао, Ертел 3 |           | Кариока арена 1, Рио де Жанеиро Гледаоци: 8,719 Судије: Кристијано Марањо (БРА), Стивен Андерсон (САД), Фердинанд Пасквал (ФИЛ) |  |

| 6. август 19:00 |                                                    | Кина | 62 : 119                            | Сједињене Државе | Кариока арена 1, Рио де Жанеиро Гледаоци: 10,622 Судије: Стивен Сајбел (КАН), Ољегс Латишевс (ЛЕТ), Сретен Радовић (ХРВ) |  |
| 6. август 19:00 | Четвртине: 10:30, 20:29, 17:32, 15:28              |      |                                     |                  | Кариока арена 1, Рио де Жанеиро Гледаоци: 10,622 Судије: Стивен Сајбел (КАН), Ољегс Латишевс (ЛЕТ), Сретен Радовић (ХРВ) |  |
| 6. август 19:00 | Поени: Ји 25 Скокови: Ји, Жао 6 Асистенције: Жао 5 |      | Дурант 25 Ентони, Џордан 7 Дурант 6 |                  | Кариока арена 1, Рио де Жанеиро Гледаоци: 10,622 Судије: Стивен Сајбел (КАН), Ољегс Латишевс (ЛЕТ), Сретен Радовић (ХРВ) |  |

| 6. август 22:30 |                                                               | Венецуела | 62 : 86                          | Србија | Кариока арена 1, Рио де Жанеиро Гледаоци: 5,063 Судије: Христос Христодулу (ГРЧ), Дуан Жу (КИН), Роберто Васкез (ПРИ) |  |
| 6. август 22:30 | Четвртине: 14:18, 9:26, 18:24, 21:18                          |           |                                  |        | Кариока арена 1, Рио де Жанеиро Гледаоци: 5,063 Судије: Христос Христодулу (ГРЧ), Дуан Жу (КИН), Роберто Васкез (ПРИ) |  |
| 6. август 22:30 | Поени: Ешенике 12 Скокови: Колменарес 6 Асистенције: Варгас 5 |           | Богдановић 19 Штимац 9 Недовић 4 |        | Кариока арена 1, Рио де Жанеиро Гледаоци: 5,063 Судије: Христос Христодулу (ГРЧ), Дуан Жу (КИН), Роберто Васкез (ПРИ) |  |

| 8. август 14:15 |                                                                  | Србија | 80 : 95                        | Аустралија | Кариока арена 1, Рио де Жанеиро Гледаоци: 5,409 Судије: Кристијано Марањо (БРА), Борис Ришчик (УКР), Гиљерме Локатели (БРА) |  |
| 8. август 14:15 | Четвртине: 23:26, 20:14, 20:22, 17:33                            |        |                                |            | Кариока арена 1, Рио де Жанеиро Гледаоци: 5,409 Судије: Кристијано Марањо (БРА), Борис Ришчик (УКР), Гиљерме Локатели (БРА) |  |
| 8. август 14:15 | Поени: Радуљица 25 Скокови: Богдановић 8 Асистенције: Марковић 4 |        | Милс 26 Богут 12 Делаведова 13 |            | Кариока арена 1, Рио де Жанеиро Гледаоци: 5,409 Судије: Кристијано Марањо (БРА), Борис Ришчик (УКР), Гиљерме Локатели (БРА) |  |

| 8. август 19:00 |                                                       | Сједињене Државе | 113 : 69                   | Венецуела | Кариока арена 1, Рио де Жанеиро Гледаоци: 10,572 Судије: Еди Виатор (ФРА), Дамир Јавор (СЛО), Скот Бекер (АУС) |  |
| 8. август 19:00 | Четвртине: 18:18, 30:8, 27:25, 38:18                  |                  |                            |           | Кариока арена 1, Рио де Жанеиро Гледаоци: 10,572 Судије: Еди Виатор (ФРА), Дамир Јавор (СЛО), Скот Бекер (АУС) |  |
| 8. август 19:00 | Поени: Џорџ 20 Скокови: Џордан 9 Асистенције: Ловри 9 |                  | Кокс 19 Ешенике 7 Варгас 5 |           | Кариока арена 1, Рио де Жанеиро Гледаоци: 10,572 Судије: Еди Виатор (ФРА), Дамир Јавор (СЛО), Скот Бекер (АУС) |  |

| 8. август 22:30 |                                                           | Француска | 88 : 60                | Кина | Кариока арена 1, Рио де Жанеиро Гледаоци: 6,360 Судије: Хуан Карлос Гарсија (ШПА), Роберто Васкез (ПРИ), Пјотр Паштушјак (ПОЉ) |  |
| 8. август 22:30 | Четвртине: 19:14, 23:9, 22:22, 24:15                      |           |                        |      | Кариока арена 1, Рио де Жанеиро Гледаоци: 6,360 Судије: Хуан Карлос Гарсија (ШПА), Роберто Васкез (ПРИ), Пјотр Паштушјак (ПОЉ) |  |
| 8. август 22:30 | Поени: де Коло 19 Скокови: Батум 10 Асистенције: Паркер 8 |           | Ји 19 Ји 6 Динг, Гво 4 |      | Кариока арена 1, Рио де Жанеиро Гледаоци: 6,360 Судије: Хуан Карлос Гарсија (ШПА), Роберто Васкез (ПРИ), Пјотр Паштушјак (ПОЉ) |  |

| 10. август 09:00 |                                                             | Србија | 75 : 76                    | Француска | Кариока арена 1, Рио де Жанеиро Гледаоци: 6,901 Судије: Борис Ришчик (УКР), Стивен Сајбел (КАН), Ољегс Латишевс (ЛЕТ) |  |
| 10. август 09:00 | Четвртине: 17:26, 19:14, 24:17, 15:19                       |        |                            |           | Кариока арена 1, Рио де Жанеиро Гледаоци: 6,901 Судије: Борис Ришчик (УКР), Стивен Сајбел (КАН), Ољегс Латишевс (ЛЕТ) |  |
| 10. август 09:00 | Поени: Радуљица 16 Скокови: Јокић 7 Асистенције: Теодосић 9 |        | де Коло 22 Дијао 9 Дијао 9 |           | Кариока арена 1, Рио де Жанеиро Гледаоци: 6,901 Судије: Борис Ришчик (УКР), Стивен Сајбел (КАН), Ољегс Латишевс (ЛЕТ) |  |

| 10. август 19:00 |                                                                 | Аустралија | 88 : 98                             | Сједињене Државе | Кариока арена 1, Рио де Жанеиро Гледаоци: 10,957 Судије: Христос Христодулу (ГРЧ), Хуан Карлос Гарсија (ШПА), Пјотр Паштушјак (ПОЉ) |  |
| 10. август 19:00 | Четвртине: 29:29, 25:20, 13:21, 21:28                           |            |                                     |                  | Кариока арена 1, Рио де Жанеиро Гледаоци: 10,957 Судије: Христос Христодулу (ГРЧ), Хуан Карлос Гарсија (ШПА), Пјотр Паштушјак (ПОЉ) |  |
| 10. август 19:00 | Поени: Милс 30 Скокови: Делаведова 6 Асистенције: Делаведова 11 |            | Ентони 31 Ентони, Казинс 8 Ирвинг 5 |                  | Кариока арена 1, Рио де Жанеиро Гледаоци: 10,957 Судије: Христос Христодулу (ГРЧ), Хуан Карлос Гарсија (ШПА), Пјотр Паштушјак (ПОЉ) |  |

| 10. август 22:30 |                                                                  | Венецуела | 72 : 68                 | Кина | Кариока арена 1, Рио де Жанеиро Гледаоци: 6,233 Судије: Кристијано Марањо (БРА), Сретен Радовић (ХРВ), Фердинанд Пасквал (ФИЛ) |  |
| 10. август 22:30 | Четвртине: 25:13, 13:22, 13:15, 21:28                            |           |                         |      | Кариока арена 1, Рио де Жанеиро Гледаоци: 6,233 Судије: Кристијано Марањо (БРА), Сретен Радовић (ХРВ), Фердинанд Пасквал (ФИЛ) |  |
| 10. август 22:30 | Поени: Колманарес 16 Скокови: Колманарес 5 Асистенције: Варгас 5 |           | Гво 17 Ји 10 Гво, Жоу 3 |      | Кариока арена 1, Рио де Жанеиро Гледаоци: 6,233 Судије: Кристијано Марањо (БРА), Сретен Радовић (ХРВ), Фердинанд Пасквал (ФИЛ) |  |

| 12. август 14:15 |                                               | Кина | 68 : 93                           | Аустралија | Кариока арена 1, Рио де Жанеиро Гледаоци: 7,704 Судије: Роберто Васкез (ПРИ), Сретен Радовић (ХРВ), Карлос Перуђа (ШПА) |  |
| 12. август 14:15 | Четвртине: 14:17, 20:27, 16:21, 18:28         |      |                                   |            | Кариока арена 1, Рио де Жанеиро Гледаоци: 7,704 Судије: Роберто Васкез (ПРИ), Сретен Радовић (ХРВ), Карлос Перуђа (ШПА) |  |
| 12. август 14:15 | Поени: Ји 20 Скокови: Ји 9 Асистенције: Гво 5 |      | Берстоу 17 Берстоу 9 Делаведова 8 |            | Кариока арена 1, Рио де Жанеиро Гледаоци: 7,704 Судије: Роберто Васкез (ПРИ), Сретен Радовић (ХРВ), Карлос Перуђа (ШПА) |  |

| 12. август 19:00 |                                                                | Сједињене Државе | 94 : 91                     | Србија | Кариока арена 1, Рио де Жанеиро Гледаоци: 11,413 Судије: Стивен Сајбел (КАН), Гиљерме Локатели (БРА), Пјотр Паштушјак (ПОЉ) |  |
| 12. август 19:00 | Четвртине: 27:15, 23:26, 22:21, 22:29                          |                  |                             |        | Кариока арена 1, Рио де Жанеиро Гледаоци: 11,413 Судије: Стивен Сајбел (КАН), Гиљерме Локатели (БРА), Пјотр Паштушјак (ПОЉ) |  |
| 12. август 19:00 | Поени: Ирвинг 15 Скокови: Џорџ 9 Асистенције: Ирвинг, Казинс 5 |                  | Јокић 25 Јокић 6 Теодосић 6 |        | Кариока арена 1, Рио де Жанеиро Гледаоци: 11,413 Судије: Стивен Сајбел (КАН), Гиљерме Локатели (БРА), Пјотр Паштушјак (ПОЉ) |  |

| 12. август 22:30 |                                                          | Француска | 96 : 56                    | Венецуела | Кариока арена 1, Рио де Жанеиро Гледаоци: 7,312 Судије: Кристијано Марањо (БРА), Роберт Лотермозер (НЕМ), Фердинанд Пасквал (ФИЛ) |  |
| 12. август 22:30 | Четвртине: 23:18, 19:12, 24:17, 30:9                     |           |                            |           | Кариока арена 1, Рио де Жанеиро Гледаоци: 7,312 Судије: Кристијано Марањо (БРА), Роберт Лотермозер (НЕМ), Фердинанд Пасквал (ФИЛ) |  |
| 12. август 22:30 | Поени: Ловерњ 17 Скокови: Кахуди 12 Асистенције: Ертел 8 |           | Ешенике 12 Варгас 7 Кокс 4 |           | Кариока арена 1, Рио де Жанеиро Гледаоци: 7,312 Судије: Кристијано Марањо (БРА), Роберт Лотермозер (НЕМ), Фердинанд Пасквал (ФИЛ) |  |

| 14. август 14:15 |                                                            | Сједињене Државе | 100 : 97                          | Француска | Кариока арена 1, Рио де Жанеиро Гледаоци: 11,302 Судије: Борис Ришчик (УКР), Хосе Рејес (МЕК), Дамир Јавор (СЛО) |  |
| 14. август 14:15 | Четвртине: 30:24, 25:22, 26:23, 19:28                      |                  |                                   |           | Кариока арена 1, Рио де Жанеиро Гледаоци: 11,302 Судије: Борис Ришчик (УКР), Хосе Рејес (МЕК), Дамир Јавор (СЛО) |  |
| 14. август 14:15 | Поени: Томпсон 30 Скокови: Дурант 6 Асистенције: Ирвинг 12 |                  | Ертел, де Коло 18 Ертел 8 Ертел 9 |           | Кариока арена 1, Рио де Жанеиро Гледаоци: 11,302 Судије: Борис Ришчик (УКР), Хосе Рејес (МЕК), Дамир Јавор (СЛО) |  |

| 14. август 19:00 |                                                            | Аустралија | 81 : 56                          | Венецуела | Кариока арена 1, Рио де Жанеиро Гледаоци: 9,459 Судије: Стивен Сајбел (КАН), Сретен Радовић (ХРВ), Карлос Перуђа (ШПА) |  |
| 14. август 19:00 | Четвртине: 16:6, 16:19, 21:18, 28:13                       |            |                                  |           | Кариока арена 1, Рио де Жанеиро Гледаоци: 9,459 Судије: Стивен Сајбел (КАН), Сретен Радовић (ХРВ), Карлос Перуђа (ШПА) |  |
| 14. август 19:00 | Поени: Гулдинг 22 Скокови: Брокхоф 8 Асистенције: Мартин 4 |            | Перез 12 Варгас, Руиз 4 Варгас 7 |           | Кариока арена 1, Рио де Жанеиро Гледаоци: 9,459 Судије: Стивен Сајбел (КАН), Сретен Радовић (ХРВ), Карлос Перуђа (ШПА) |  |

| 14. август 22:30 |                                                                          | Србија | 94 : 60              | Кина | Кариока арена 1, Рио де Жанеиро Гледаоци: 7,367 Судије: Хуан Гарсија (ШПА), Гиљерме Локатели (БРА), Ан Пантер (НЕМ) |  |
| 14. август 22:30 | Четвртине: 24:18, 19:10, 35:15, 16:17                                    |        |                      |      | Кариока арена 1, Рио де Жанеиро Гледаоци: 7,367 Судије: Хуан Гарсија (ШПА), Гиљерме Локатели (БРА), Ан Пантер (НЕМ) |  |
| 14. август 22:30 | Поени: Богдановић 19 Скокови: Јокић 7 Асистенције: Теодосић , Марковић 5 |        | Ји 20 Ванг 8 Аилун 8 |      | Кариока арена 1, Рио де Жанеиро Гледаоци: 7,367 Судије: Хуан Гарсија (ШПА), Гиљерме Локатели (БРА), Ан Пантер (НЕМ) |  |

| Репрезентација   | Ут | Поб | Изг | К+  | К-  | КР   | Б  |
| ---------------- | -- | --- | --- | --- | --- | ---- | -- |
| Сједињене Државе | 5  | 5   | 0   | 524 | 407 | +117 | 10 |
| Аустралија       | 5  | 4   | 1   | 444 | 368 | +76  | 9  |
| Француска        | 5  | 3   | 2   | 423 | 378 | +45  | 8  |
| Србија           | 5  | 2   | 3   | 426 | 387 | +39  | 7  |
| Венецуела        | 5  | 1   | 4   | 315 | 444 | -129 | 6  |
| Кина             | 5  | 0   | 5   | 318 | 466 | -148 | 5  |

### Група Б
| 7. август 14:15 |                                                         | Бразил | 76 : 82                               | Литванија | Кариока арена 1, Рио де Жанеиро Гледаоци: 7.990 Судије: Еди Виатор (ФРА), Стивен Андерсон (САД), Хосе Рејес (МЕК) |  |
| 7. август 14:15 | Четвртине: 17:27, 12:31, 23:12, 24:12                   |        |                                       |           | Кариока арена 1, Рио де Жанеиро Гледаоци: 7.990 Судије: Еди Виатор (ФРА), Стивен Андерсон (САД), Хосе Рејес (МЕК) |  |
| 7. август 14:15 | Поени: Барбоса 21 Скокови: Нене 8 Асистенције: Уертас 3 |        | Калнијетис 16 Јанкунас 7 Калнијетис 8 |           | Кариока арена 1, Рио де Жанеиро Гледаоци: 7.990 Судије: Еди Виатор (ФРА), Стивен Андерсон (САД), Хосе Рејес (МЕК) |  |

| 7. август 19:00 |                                                                  | Хрватска | 72 : 70                     | Шпанија | Кариока арена 1, Рио де Жанеиро Гледаоци: 8,039 Судије: Стивен Сајбел (КАН), Ољегс Латишевс (ЛЕТ), Роберт Лотермозер (НЕМ) |  |
| 7. август 19:00 | Четвртине: 13:21, 19:17, 15:16, 25:16                            |          |                             |         | Кариока арена 1, Рио де Жанеиро Гледаоци: 8,039 Судије: Стивен Сајбел (КАН), Ољегс Латишевс (ЛЕТ), Роберт Лотермозер (НЕМ) |  |
| 7. август 19:00 | Поени: Богдановић 23 Скокови: 3 играча по 7 Асистенције: Шарић 5 |          | Гасол 26 Гасол 9 Родригез 7 |         | Кариока арена 1, Рио де Жанеиро Гледаоци: 8,039 Судије: Стивен Сајбел (КАН), Ољегс Латишевс (ЛЕТ), Роберт Лотермозер (НЕМ) |  |

| 7. август 22:30 |                                                              | Нигерија | 66 : 94                                | Аргентина | Кариока арена 1, Рио де Жанеиро Гледаоци: 8,425 Судије: Илија Белошевић (СРБ), Дамир Јавор (СЛО), Борис Ришчик (УКР) |  |
| 7. август 22:30 | Четвртине: 15:22, 16:28, 19:22, 16:22                        |          |                                        |           | Кариока арена 1, Рио де Жанеиро Гледаоци: 8,425 Судије: Илија Белошевић (СРБ), Дамир Јавор (СЛО), Борис Ришчик (УКР) |  |
| 7. август 22:30 | Поени: Диогу 15 Скокови: Диогу 13 Асистенције: Гбини, Умех 3 |          | Кампацо 19 Скола 9 Кампацо, Ђинобили 5 |           | Кариока арена 1, Рио де Жанеиро Гледаоци: 8,425 Судије: Илија Белошевић (СРБ), Дамир Јавор (СЛО), Борис Ришчик (УКР) |  |

| 9. август 14:15 |                                                           | Шпанија | 65 : 66                    | Бразил | Кариока арена 1, Рио де Жанеиро Гледаоци: 10,761 Судије: Илија Белошевић (СРБ), Роберто Васкез (ПРИ), Дамир Јавор (СЛО) |  |
| 9. август 14:15 | Четвртине: 13:18, 18:16, 14:19, 20:13                     |         |                            |        | Кариока арена 1, Рио де Жанеиро Гледаоци: 10,761 Судије: Илија Белошевић (СРБ), Роберто Васкез (ПРИ), Дамир Јавор (СЛО) |  |
| 9. август 14:15 | Поени: Гасол 13 Скокови: Гасол 10 Асистенције: Родригез 5 |         | Уертас 11 Лима 10 Уертас 7 |        | Кариока арена 1, Рио де Жанеиро Гледаоци: 10,761 Судије: Илија Белошевић (СРБ), Роберто Васкез (ПРИ), Дамир Јавор (СЛО) |  |

| 9. август 19:00 |                                                                   | Литванија | 89 : 80                | Нигерија | Кариока арена 1, Рио де Жанеиро Гледаоци: 5,785 Судије: Стивен Сајбел (КАН), Роберт Лотермозер (НЕМ), Ан Пантер (НЕМ) |  |
| 9. август 19:00 | Четвртине: 13:16, 23:25, 29:13, 24:26                             |           |                        |          | Кариока арена 1, Рио де Жанеиро Гледаоци: 5,785 Судије: Стивен Сајбел (КАН), Роберт Лотермозер (НЕМ), Ан Пантер (НЕМ) |  |
| 9. август 19:00 | Поени: Мачијулис 21 Скокови: Сабонис 7 Асистенције: Калнијетис 12 |           | Диогу 19 Диогу 7 Ере 4 |          | Кариока арена 1, Рио де Жанеиро Гледаоци: 5,785 Судије: Стивен Сајбел (КАН), Роберт Лотермозер (НЕМ), Ан Пантер (НЕМ) |  |

| 9. август 22:30 |                                                         | Аргентина | 90 : 82                   | Хрватска | Кариока арена 1, Рио де Жанеиро Гледаоци: 8,514 Судије: Илија Белошевић (СРБ), Дамир Јавор (СЛО), Еди Виатор (ФРА) |  |
| 9. август 22:30 | Четвртине: 22:22, 24:18, 27:14, 17:28                   |           |                           |          | Кариока арена 1, Рио де Жанеиро Гледаоци: 8,514 Судије: Илија Белошевић (СРБ), Дамир Јавор (СЛО), Еди Виатор (ФРА) |  |
| 9. август 22:30 | Поени: Скола 23 Скокови: Скола 9 Асистенције: Кампацо 8 |           | Шарић 19 Шарић 10 Шарић 7 |          | Кариока арена 1, Рио де Жанеиро Гледаоци: 8,514 Судије: Илија Белошевић (СРБ), Дамир Јавор (СЛО), Еди Виатор (ФРА) |  |

| 11. август 14:15 |                                                         | Бразил | 76 : 80                      | Хрватска | Кариока арена 1, Рио де Жанеиро Гледаоци: 10,756 Судије: Борис Ришчик (УКР), Роберто Васкез (ПРИ), Ољегс Латишевс (ЛЕТ) |  |
| 11. август 14:15 | Четвртине: 17:19, 14:22, 19:18, 26:21                   |        |                              |          | Кариока арена 1, Рио де Жанеиро Гледаоци: 10,756 Судије: Борис Ришчик (УКР), Роберто Васкез (ПРИ), Ољегс Латишевс (ЛЕТ) |  |
| 11. август 14:15 | Поени: Барбоса 16 Скокови: Лима 6 Асистенције: Уертас 9 |        | Богдановић 33 Шарић 7 Укић 4 |          | Кариока арена 1, Рио де Жанеиро Гледаоци: 10,756 Судије: Борис Ришчик (УКР), Роберто Васкез (ПРИ), Ољегс Латишевс (ЛЕТ) |  |

| 11. август 14:30 |                                                      | Нигерија | 87 : 96                | Шпанија | Кариока арена 1, Рио де Жанеиро Гледаоци: 6,999 Судије: Стивен Андерсон (САД), Хосе Рејес (МЕК), Дуан Жу (КИН) |  |
| 11. август 14:30 | Четвртине: 11:25, 30:18, 25:22, 21:31                |          |                        |         | Кариока арена 1, Рио де Жанеиро Гледаоци: 6,999 Судије: Стивен Андерсон (САД), Хосе Рејес (МЕК), Дуан Жу (КИН) |  |
| 11. август 14:30 | Поени: Огучи 24 Скокови: Диогу 7 Асистенције: Узох 7 |          | Гасол 16 Рејес 9 Љуљ 5 |         | Кариока арена 1, Рио де Жанеиро Гледаоци: 6,999 Судије: Стивен Андерсон (САД), Хосе Рејес (МЕК), Дуан Жу (КИН) |  |

| 11. август 22:30 |                                                                        | Литванија | 81 : 73                              | Аргентина | Кариока арена 1, Рио де Жанеиро Гледаоци: 11,093 Судије: Илија Белошевић (СРБ), Дамир Јавор (СЛО), Еди Виатор (ФРА) |  |
| 11. август 22:30 | Четвртине: 16:15, 14:12, 27:22, 24:24                                  |           |                                      |           | Кариока арена 1, Рио де Жанеиро Гледаоци: 11,093 Судије: Илија Белошевић (СРБ), Дамир Јавор (СЛО), Еди Виатор (ФРА) |  |
| 11. август 22:30 | Поени: Кузминскас 23 Скокови: Валанчјунас 10 Асистенције: Калнијетис 7 |           | Ђинобили 22 Носиони, Скола 7 Скола 4 |           | Кариока арена 1, Рио де Жанеиро Гледаоци: 11,093 Судије: Илија Белошевић (СРБ), Дамир Јавор (СЛО), Еди Виатор (ФРА) |  |

| 13. август 14:15 |                                                               | Аргентина | 111 : 107              | Бразил | Кариока арена 1, Рио де Жанеиро Гледаоци: 11,701 Судије: Христос Христодулу (ГРЧ), Стивен Андерсон (САД), Хосе Рејес (МЕК) |  |
| 13. август 14:15 | Четвртине: 28:19, 16:33, 23:20, 18:13, 10:10, 16:12           |           |                        |        | Кариока арена 1, Рио де Жанеиро Гледаоци: 11,701 Судије: Христос Христодулу (ГРЧ), Стивен Андерсон (САД), Хосе Рејес (МЕК) |  |
| 13. август 14:15 | Поени: Носиони 37 Скокови: Носиони 11 Асистенције: Кампацо 11 |           | Нене 24 Нене 10 Нето 4 |        | Кариока арена 1, Рио де Жанеиро Гледаоци: 11,701 Судије: Христос Христодулу (ГРЧ), Стивен Андерсон (САД), Хосе Рејес (МЕК) |  |

| 13. август 14:15 |                                                                         | Шпанија | 109 : 59                     | Литванија | Кариока арена 1, Рио де Жанеиро Судије: Илија Белошевић (СРБ), Роберто Васкез (ПРИ), Ољегс Латишевс (ЛЕТ) |  |
| 13. август 14:15 | Четвртине: 25:33, 26:22, 21:23, 22:21                                   |         |                              |           | Кариока арена 1, Рио де Жанеиро Судије: Илија Белошевић (СРБ), Роберто Васкез (ПРИ), Ољегс Латишевс (ЛЕТ) |  |
| 13. август 14:15 | Поени: Клејза 25 Скокови: Поцјус 7 Асистенције: Јасикевичијус, Поцјус 6 |         | Џејмс, Ентони 20 Лав 8 Пол 6 |           | Кариока арена 1, Рио де Жанеиро Судије: Илија Белошевић (СРБ), Роберто Васкез (ПРИ), Ољегс Латишевс (ЛЕТ) |  |

| 13. август 22:30 |                                                            | Хрватска | 76 : 90               | Нигерија | Кариока арена 1, Рио де Жанеиро Гледаоци: 8,720 Судије: Стивен Андерсон (САД), Дамир Јавор (СЛО), Скот Бекер (АУС) |  |
| 13. август 22:30 | Четвртине: 28:21, 11:22, 17:27, 20:20                      |          |                       |          | Кариока арена 1, Рио де Жанеиро Гледаоци: 8,720 Судије: Стивен Андерсон (САД), Дамир Јавор (СЛО), Скот Бекер (АУС) |  |
| 13. август 22:30 | Поени: Богдановић 16 Скокови: Симон 11 Асистенције: Укић 5 |          | Умех 22 Диогу 6 Ере 8 |          | Кариока арена 1, Рио де Жанеиро Гледаоци: 8,720 Судије: Стивен Андерсон (САД), Дамир Јавор (СЛО), Скот Бекер (АУС) |  |

| 15. август 14:15 |                                                                   | Нигерија | 69 : 86                  | Бразил | Кариока арена 1, Рио де Жанеиро Гледаоци: 11,173 Судије: Илија Белошевић (СРБ), Фердинанд Пасквал (ФИЛ), Роберт Лотермозер (НЕМ) |  |
| 15. август 14:15 | Четвртине: 16:15, 15:27, 21:17, 17:27                             |          |                          |        | Кариока арена 1, Рио де Жанеиро Гледаоци: 11,173 Судије: Илија Белошевић (СРБ), Фердинанд Пасквал (ФИЛ), Роберт Лотермозер (НЕМ) |  |
| 15. август 14:15 | Поени: Акојон 16 Скокови: Амину 7 Асистенције: четири играча по 2 |          | Нене 19 Нене 7 Уертас 11 |        | Кариока арена 1, Рио де Жанеиро Гледаоци: 11,173 Судије: Илија Белошевић (СРБ), Фердинанд Пасквал (ФИЛ), Роберт Лотермозер (НЕМ) |  |

| 15. август 19:00 |                                                                    | Шпанија | 92 : 73                                      | Аргентина | Кариока арена 1, Рио де Жанеиро Гледаоци: 10,494 Судије: Христос Христодулу (ГРЧ), Стивен Сајбел (КАН), Роберто Васкез (ПРИ) |  |
| 15. август 19:00 | Четвртине: 25:15, 23:20, 23:22, 21:16                              |         |                                              |           | Кариока арена 1, Рио де Жанеиро Гледаоци: 10,494 Судије: Христос Христодулу (ГРЧ), Стивен Сајбел (КАН), Роберто Васкез (ПРИ) |  |
| 15. август 19:00 | Поени: Фернандез 23 Скокови: Гасол 13 Асистенције: Љуљ, Родригез 5 |         | Лапровитола 21 три играча по 5 Лапровитола 4 |           | Кариока арена 1, Рио де Жанеиро Гледаоци: 10,494 Судије: Христос Христодулу (ГРЧ), Стивен Сајбел (КАН), Роберто Васкез (ПРИ) |  |

| 15. август 22:30 |                                                                        | Литванија | 81 : 90                        | Хрватска | Кариока арена 1, Рио де Жанеиро Судије: Борис Ришчик (УКР), Стивен Андерсон (САД), Пјотр Паштушјак (ПОЉ) |  |
| 15. август 22:30 | Четвртине: 21:13, 20:34, 14:28, 26:15                                  |           |                                |          | Кариока арена 1, Рио де Жанеиро Судије: Борис Ришчик (УКР), Стивен Андерсон (САД), Пјотр Паштушјак (ПОЉ) |  |
| 15. август 22:30 | Поени: Калнијетис 26 Скокови: Валанчјунас 6 Асистенције: Калнијетис 11 |           | Богдановић 22 Симон 10 Симон 6 |          | Кариока арена 1, Рио де Жанеиро Судије: Борис Ришчик (УКР), Стивен Андерсон (САД), Пјотр Паштушјак (ПОЉ) |  |

| Репрезентација | Ут | Поб | Изг | К+  | К-  | КР  | Б |
| -------------- | -- | --- | --- | --- | --- | --- | - |
| Хрватска       | 5  | 3   | 2   | 400 | 407 | -7  | 8 |
| Шпанија        | 5  | 3   | 2   | 432 | 357 | +75 | 8 |
| Литванија      | 5  | 3   | 2   | 392 | 428 | -36 | 8 |
| Аргентина      | 5  | 3   | 2   | 441 | 428 | +13 | 8 |
| Бразил         | 5  | 2   | 3   | 411 | 407 | +4  | 7 |
| Нигерија       | 5  | 1   | 4   | 392 | 441 | -49 | 6 |

## Елиминациона фаза
|  | Четвртфинале     | Четвртфинале     |            |     | Полуфинале  | Полуфинале  |  |  | Финале | Финале |
|  |                  |                  |            |     |             |             |  |  |        |        |
|  | 17. август       |                  |            |     |             |             |  |  |        |        |
|  |                  |                  |            |     |             |             |  |  |        |        |
|  | Аустралија       | 90               |            |     |             |             |  |  |        |        |
|  | Аустралија       | 90               | 19. август |     |             |             |  |  |        |        |
|  | Литванија        | 64               |            |     |             |             |  |  |        |        |
|  | Литванија        | 64               | Аустралија | 61  |             |             |  |  |        |        |
|  | 17. август       |                  | Аустралија | 61  |             |             |  |  |        |        |
|  |                  | Србија           | 87         |     |             |             |  |  |        |        |
|  | Хрватска         | Србија           | 87         | 83  |             |             |  |  |        |        |
|  | Хрватска         |                  | 21. август | 83  |             |             |  |  |        |        |
|  | Србија           | 86               |            |     |             |             |  |  |        |        |
|  | Србија           | 86               | Србија     | 66  |             |             |  |  |        |        |
|  | 17. август       |                  | Србија     | 66  |             |             |  |  |        |        |
|  |                  | Сједињене Државе | 96         |     |             |             |  |  |        |        |
|  | Шпанија          | Сједињене Државе | 96         | 92  |             |             |  |  |        |        |
|  | Шпанија          | 19. август       |            | 92  |             |             |  |  |        |        |
|  | Француска        | 67               |            |     |             |             |  |  |        |        |
|  | Француска        | 67               | Шпанија    | 76  |             |             |  |  |        |        |
|  | 17. август       |                  | Шпанија    | 76  |             |             |  |  |        |        |
|  |                  | Сједињене Државе | 82         |     | Треће место | Треће место |  |  |        |        |
|  | Сједињене Државе | Сједињене Државе | 82         | 105 | Треће место | Треће место |  |  |        |        |
|  | Сједињене Државе |                  | 21. август | 105 |             |             |  |  |        |        |
|  | Аргентина        | 78               |            |     |             |             |  |  |        |        |
|  | Аргентина        | 78               | Аустралија | 88  |             |             |  |  |        |        |
|  |                  |                  |            |     |             |             |  |  |        |        |
|  | Шпанија          | 89               |            |     |             |             |  |  |        |        |
|  | Шпанија          | 89               |            |     |             |             |  |  |        |        |

### Четвртфинале
| 17. август 11:00 |                                                      | Аустралија | 90 : 64                                                 | Литванија | Кариока арена 1, Рио де Жанеиро Гледаоци: 9,348 Судије: Стивен Андерсон (САД), Стивен Сајбел (КАН), Пјотр Паштушјак (ПОЉ) |  |
| 17. август 11:00 | Четвртине: 26:17, 22:13, 22:13, 20:21                |            |                                                         |           | Кариока арена 1, Рио де Жанеиро Гледаоци: 9,348 Судије: Стивен Андерсон (САД), Стивен Сајбел (КАН), Пјотр Паштушјак (ПОЉ) |  |
| 17. август 11:00 | Поени: Милс 24 Скокови: Богут 7 Асистенције: Богут 6 |            | Калнијетис, Кавалијаускас 12 Валанчјунас 8 Калнијетис 5 |           | Кариока арена 1, Рио де Жанеиро Гледаоци: 9,348 Судије: Стивен Андерсон (САД), Стивен Сајбел (КАН), Пјотр Паштушјак (ПОЉ) |  |

| 17. август 14:30 |                                                          | Шпанија | 92 : 67                 | Француска | Кариока арена 1, Рио де Жанеиро Гледаоци: 9,725 Судије: Хосе Рејес (МЕК), Дамир Јавор (СЛО), Ољегс Латишевс (ЛЕТ) |  |
| 17. август 14:30 | Четвртине: 19:16, 24:14, 26:19, 23:18                    |         |                         |           | Кариока арена 1, Рио де Жанеиро Гледаоци: 9,725 Судије: Хосе Рејес (МЕК), Дамир Јавор (СЛО), Ољегс Латишевс (ЛЕТ) |  |
| 17. август 14:30 | Поени: Миротић 23 Скокови: Гасол 8 Асистенције: Наваро 5 |         | Паркер14 Гобер12 Дијао5 |           | Кариока арена 1, Рио де Жанеиро Гледаоци: 9,725 Судије: Хосе Рејес (МЕК), Дамир Јавор (СЛО), Ољегс Латишевс (ЛЕТ) |  |

| 17. август 18:45 |                                                        | Сједињене Државе | 105 : 78                    | Аргентина | Кариока арена 1, Рио де Жанеиро Гледаоци: 11,700 Судије: Илија Белошевић (СРБ), Гиљерме Локатели (БРА), Роберт Лотермозер (НЕМ) |  |
| 17. август 18:45 | Четвртине: 25:21, 31:19, 31:21, 18:17                  |                  |                             |           | Кариока арена 1, Рио де Жанеиро Гледаоци: 11,700 Судије: Илија Белошевић (СРБ), Гиљерме Локатели (БРА), Роберт Лотермозер (НЕМ) |  |
| 17. август 18:45 | Поени: Дурант 27 Скокови: Џорџ 8 Асистенције: Дурант 6 |                  | Скола 15 Скола 10 Кампацо 9 |           | Кариока арена 1, Рио де Жанеиро Гледаоци: 11,700 Судије: Илија Белошевић (СРБ), Гиљерме Локатели (БРА), Роберт Лотермозер (НЕМ) |  |

| 17. август 22:15 |                                                               | Хрватска | 83 : 86                                   | Србија | Кариока арена 1, Рио де Жанеиро Гледаоци: 9,027 Судије: Хуан Гарсија (ШПА), Борис Ришчик (УКР) ,Роберто Васкез (ПРИ) |  |
| 17. август 22:15 | Четвртине: 19:20, 19:12, 14:34, 31:20                         |          |                                           |        | Кариока арена 1, Рио де Жанеиро Гледаоци: 9,027 Судије: Хуан Гарсија (ШПА), Борис Ришчик (УКР) ,Роберто Васкез (ПРИ) |  |
| 17. август 22:15 | Поени: Богдановић 28 Скокови: Планинић 9 Асистенције: Симон 5 |          | Богдановић 18 три играча по 4 Теодосић 10 |        | Кариока арена 1, Рио де Жанеиро Гледаоци: 9,027 Судије: Хуан Гарсија (ШПА), Борис Ришчик (УКР) ,Роберто Васкез (ПРИ) |  |

### Полуфинале
| 19. август 15:30 |                                                          | Шпанија | 76 : 82                               | Сједињене Државе | Кариока арена 1, Рио де Жанеиро Гледаоци: 10,455 Судије: Христос Христодулу (ГРЧ), Хосе Рејес (МЕК), Гиљерме Локатели (БРА) |  |
| 19. август 15:30 | Четвртине: 17:26, 22:19, 18:21, 19:16                    |         |                                       |                  | Кариока арена 1, Рио де Жанеиро Гледаоци: 10,455 Судије: Христос Христодулу (ГРЧ), Хосе Рејес (МЕК), Гиљерме Локатели (БРА) |  |
| 19. август 15:30 | Поени: Гасол 23 Скокови: Гасол 8 Асистенције: Родригез 5 |         | Томпсон 22 Џордан 16 Томпсон, Ловри 3 |                  | Кариока арена 1, Рио де Жанеиро Гледаоци: 10,455 Судије: Христос Христодулу (ГРЧ), Хосе Рејес (МЕК), Гиљерме Локатели (БРА) |  |

| 19. август 2016. 19:00 | Извештај | Аустралија                                                   | 61 : 87 | Србија                          | Кариока арена 1, Рио де Жанеиро Гледаоци: 9,655 Судије: Стивен Сејбел (КАН), Роберт Лотемоза (НЕМ), Олег Латишевс (ЛЕТ) |  |
| 19. август 2016. 19:00 | Извештај | Четвртине: 5:16, 9:19, 24:31, 23:21                          |         |                                 | Кариока арена 1, Рио де Жанеиро Гледаоци: 9,655 Судије: Стивен Сејбел (КАН), Роберт Лотемоза (НЕМ), Олег Латишевс (ЛЕТ) |  |
| 19. август 2016. 19:00 | Извештај | Поени: Милс, Мотум 13 Скокови: Бејнс 8 Асистенције: Брокоф 4 |         | Теодосић 22 Јокић 11 Теодосић 5 | Кариока арена 1, Рио де Жанеиро Гледаоци: 9,655 Судије: Стивен Сејбел (КАН), Роберт Лотемоза (НЕМ), Олег Латишевс (ЛЕТ) |  |

### Утакмица за бронзу
| 21. август 2016. 11:30 | Извештај | Аустралија                                                     | 88 : 89 | Шпанија                      | Кариока арена 1, Рио де Жанеиро Гледаоци: 9.449 Судије: Илија Белошевић (СРБ), Стивен Андерсон (САД), Роберто Васкез (ПОР) |  |
| 21. август 2016. 11:30 | Извештај | Четвртине: 17:23, 21:17, 26:27, 24:22                          |         |                              | Кариока арена 1, Рио де Жанеиро Гледаоци: 9.449 Судије: Илија Белошевић (СРБ), Стивен Андерсон (САД), Роберто Васкез (ПОР) |  |
| 21. август 2016. 11:30 | Извештај | Поени: Милс 30 Скокови: Лиш, Мотум 6 Асистенције: Делаведова 8 |         | Гасол 31 Гасол 11 Родригез 5 | Кариока арена 1, Рио де Жанеиро Гледаоци: 9.449 Судије: Илија Белошевић (СРБ), Стивен Андерсон (САД), Роберто Васкез (ПОР) |  |

### Финале
| 21. август 2016. 15:45 | Извештај | Србија                                                       | 66 : 96 | Сједињене Државе            | Кариока арена 1, Рио де Жанеиро Гледаоци: 10.658 Судије: Хосе Рејес (МЕК), Борис Рижик (УКР), Хуан Гарсиа (ШПА) |  |
| 21. август 2016. 15:45 | Извештај | Четвртине: 15:19, 14:33, 14:27, 23:17                        |         |                             | Кариока арена 1, Рио де Жанеиро Гледаоци: 10.658 Судије: Хосе Рејес (МЕК), Борис Рижик (УКР), Хуан Гарсиа (ШПА) |  |
| 21. август 2016. 15:45 | Извештај | Поени: Недовић 14 Скокови: Јокић 4 Асистенције: три играча 3 |         | Дурант 30 Казинс 15 Лаури 5 | Кариока арена 1, Рио де Жанеиро Гледаоци: 10.658 Судије: Хосе Рејес (МЕК), Борис Рижик (УКР), Хуан Гарсиа (ШПА) |  |

| 2° место Србија | Победник Олимпијског турнира у кошарци за мушкарце 2016. године САД 15° титула | 3° место Шпанија |

## Коначан пласман
| Пласман | Репрезентација   |
| ------- | ---------------- |
| Злато   | Сједињене Државе |
| Сребро  | Србија           |
| Бронза  | Шпанија          |
| 4.      | Аустралија       |
| 5.      | Хрватска         |
| 6.      | Француска        |
| 7.      | Литванија        |
| 8.      | Аргентина        |
| 9.      | Бразил           |
| 10.     | Венецуела        |
| 11.     | Нигерија         |
| 12.     | Кина             |